# Untitled (Nas)
Untitled je deváté studiové album amerického rappera Nase, vydané 15. července 2008 u společností Def Jam Recordings a Columbia Records.
Původní název Nigger (česky Negr) byl pro svou kontroverznost změněn na Untitled (česky Bez názvu). Album se vyznačuje svým politickým obsahem.

## O Albu
Nas v roce 2007 oznámil, že jeho další album ponese název Nigger (česky Negr). To vyvolalo spoustu kontroverze a sklidilo kritiku od progresivistických i pravicových komentátorů. Postupně se od nápadu odtahovala i nahrávací společnost, která se bála, že by řetězce mohly odmítnout prodávat album s rasistickým názvem. Velkou kritiku sklidil od politického komentátora stanice Fox News Billyho O'Reillyho, který mu vyčítal jeho texty o násilí, které dle něj negativně ovlivňují společnost. Nas na tuto kritiku odpovídá v písni "Sly Fox", kde naopak kritizuje neprofesionalitu soukromých médií.
V červnu album zpropagoval mixtapem nazvaným The Nigger Tape, který mixoval DJ Green Lantern.
Producenty alba byli Salaam Remi, Cool & Dre, Polow da Don, Stargate, Mark Batson, Mark Ronson, DJ Toomp, DJ Green Lantern, Jay Electronica.
Hostujícími umělci jsou Chris Brown, Game, Keri Hilson a Busta Rhymes.

### Singly
Prvním singlem byla píseň "Hero" (ft. Keri Hilson), ta se umístila na 97. příčce žebříčku Billboard Hot 100. Druhý singl "Make the World Go Round" (ft. Chris Brown a The Game) v hitparádách nezabodoval.

## Po vydání
Album debutovalo na první příčce žebříčku Billboard 200 se 187 000 prodanými kusy v první týden prodeje v USA. Celkem se alba v USA prodalo lehce přes 500 000 kusů a získalo certifikaci zlatá deska od společnosti RIAA.

## Seznam skladeb
| #  | Píseň                                     | Host(é)                      | Producent(i)            | Délka |
| -- | ----------------------------------------- | ---------------------------- | ----------------------- | ----- |
| 1  | "Queens Get the Money"                    |                              | Jay Electronica         | 2:12  |
| 2  | "You Can't Stop Us Now"                   | Ebon Thomas & The Last Poets | Salaam Remi             | 3:05  |
| 3  | "Breathe"                                 |                              | Dustin Moore & J. Myers | 3:34  |
| 4  | "Make the World Go Round"                 | Chris Brown & The Game       | Cool & Dre              | 3:49  |
| 5  | "Hero"                                    | Keri Hilson                  | Polow da Don            | 4:00  |
| 6  | "America"                                 |                              | Stargate                | 3:52  |
| 7  | "Sly Fox"                                 |                              | stic.man                | 4:23  |
| 8  | "Testify"                                 |                              | Mark Batson             | 2:46  |
| 9  | "N.I.G.G.E.R. (The Slave and the Master)" |                              | DJ Toomp                | 4:33  |
| 10 | "Untitled"                                |                              | stic.man                | 2:51  |
| 11 | "Fried Chicken"                           | Busta Rhymes                 | Mark Ronson             | 2:50  |
| 12 | "Project Roach"                           | The Last Poets               | Eric Hudson             | 1:48  |
| 13 | "Y'all My Niggas"                         |                              | J. Myers                | 4:16  |
| 14 | "We're Not Alone"                         | Mykel                        | stic.man                | 5:40  |
| 15 | "Black President"                         |                              | DJ Green Lantern        | 4:29  |

## Mezinárodní žebříčky
| Země                     | Umístění |
| ------------------------ | -------- |
| Austrálie                | 55       |
| Kanada                   | 5        |
| UK Albums Chart          | 23       |
| US Billboard 200         | 1        |
| US Billboard R&B/Hip-Hop | 1        |
| US Billboard Rap         | 1        |